# Professional Squash Association
Die Professional Squash Association (PSA) ist die Vereinigung aller männlichen und weiblichen Squash-Profispieler mit Sitz in Leeds (zuvor Cardiff).

## Organisation
Amtierender Präsident der Männer ist Saurav Ghosal, für die Frauen Sarah-Jane Perry. Die Geschäftsführung hat der ehemalige Top-10-Spieler Alex Gough inne, Lee Beachill steuert das operative Geschäft, Aufsichtsratsvorsitzender ist Ziad Al-Turki. Al-Turki, Ghosal und Perry gehören außerdem zum Board of Directors, ebenso Daryl Selby und fünf weitere Mitglieder. Die weiblichen Profispielerinnen waren lange Zeit in einer eigenen Vereinigung organisiert. Im Jahr 2015 ging diese, die Women’s Squash Association (WSA), in die PSA auf, da man sich mit diesem Schritt eine bessere Vermarktung beider Touren erhoffte.

## US Pro Squash Series
Am 26. Januar 2013 gab die PSA zusammen mit dem nationalen US-amerikanischen Verband US Squash bekannt, eine neue Turnierserie mit dem Namen US Pro Squash Series ins Leben zu rufen. Ähnlich zur US Open Series beim Tennis diente diese Turnierserie dazu, Marketingmaßnahmen für Turniere in den Vereinigten Staaten zu unterstützen. Zur Turnierserie gehörten sämtliche PSA-Turniere der Kategorien PSA Challenger und International auf US-amerikanischem Boden. Je nach Abschneiden auf diesen Turnieren erhielten die Spieler eine gewisse Punktzahl. Am Ende der Saison wurden die drei Spieler mit der höchsten akkumulierten Punktzahl mit einem zusätzlichen Preisgeld belohnt. Nach drei Saisons wurde die Turnierserie nicht fortgeführt.